# Ђојела (Перуђа)
Ђојела је насеље у Италији у округу Перуђа, региону Умбрија.
Према процени из 2011. у насељу је живело 221 становника. Насеље се налази на надморској висини од 347 м.